# Prime Computer

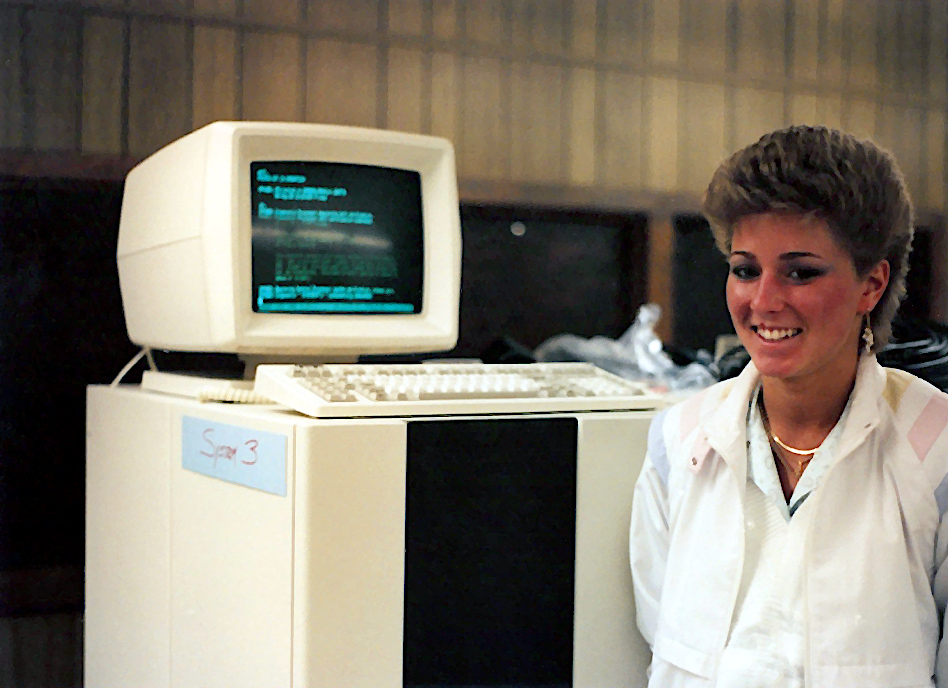
Un mini-ordinateur Prime9950

Prime Computer était un constructeur informatique de mini-ordinateurs entre 1972 et 1992. Les graphies « PR1ME » et « PR1ME Computer » ont été utilisés comme marque ou logos.

## Historique

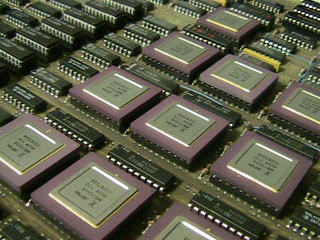
Micro-processeurs Prime

Les premiers systèmes produits ont été des clones des Honeywell 316 et 516:
- 1972 : Prime 200
- 1973 : Prime 100
- 1974 : Prime 300 (processeur 16 bits, mémoire 128 Kb, jusqu'à 31 utilisateurs)
- 1976 : Prime 400
- 1979 : Prime 450, 550, 650, 750
- 1980 : Prime 150 et 250
- 1981 : Prime 850 (2 CPU)
- 1984 : Prime 2550, 9650, 9750
- 1985 : Prime 9955, 9655, 2655

Le système 9955 atteignait 4 Mips, avait entre 8 et 16 Mb de mémoire
- 1986: Prime 2350, 2450, 9755, et 9955-II
- 1987: Prime 2455, 2755, 6350, et 6550
- 1989: Prime 4050, 2850, 4150, 2950, et 6150
- 1990: Prime 6450 et 6650

En 1988 la compagnie a atteint la 6e place dans le monde des mini-ordinateurs. Son chiffre d'affaires était estimé à 564 millions de dollars.  Prime s'est impliqué dans la conception assistée par ordinateur (CAO) avec le système MEDUSA, et s'est associé avec Computervision qu'elle a  racheté en 1988. À la fin des années 1980, Prime commence à perdre des clients attirés par les systèmes d'entrée de gamme moins chers, et dans le même temps n'arrive pas à fournir la puissance de calcul demandée pour les systèmes haut de gamme. La conception de systèmes et la fabrication ont été arrêtés en juillet 1992; Prime employait alors 400 personnes. La compagnie a pris le nom Computervision. Elle a été rachetée en 1998 par Parametric Technology Corporation.

## Système d'exploitation
Prime Computer avait mis au point son propre système d'exploitation : PRIMOS (en), écrit essentiellement en Fortran IV et assembleur. 